# الاتجار بالبشر في المجر
المجر هي بلد المصدر والعبور والمقصد للنساء والفتيات اللائي يتعرضن للاتجار بالبشر، وتحديداً الدعارة القسرية، وبلد مصدر للرجال والنساء في ظروف السخرة. تُجبر النساء من المجر على ممارسة الدعارة في كندا وهولندا وسويسرا والمملكة المتحدة والدنمارك وألمانيا والنمسا وإيطاليا وإسبانيا وإيرلندا واليونان والولايات المتحدة. تتعرض النساء من شرق المجر للدعارة القسرية في بودابست والمناطق في هنغاريا على طول الحدود النمساوية. إن نساء وفتيات الروما اللائي يكبرن في دور الأيتام الهنغارية معرضات بشدة للدعارة القسرية الداخلية. يسافر رجال من أوروبا الغربية إلى بودابست بغرض السياحة الجنسية للبالغين، والتي قد يستلزم بعضها استغلال ضحايا الاتجار بالبشر. يتعرض الرجال والنساء لظروف السخرة داخل هنغاريا. يتم نقل النساء من رومانيا وأوكرانيا عبر المجر إلى هولندا والمملكة المتحدة والدنمارك وألمانيا والنمسا وإيطاليا وسويسرا وفرنسا والإمارات العربية المتحدة حيث يتعرضن لاحقًا للدعارة القسرية؛ قد يتم استغلال بعض هؤلاء الضحايا في المجر قبل وصولهم إلى بلد المقصد النهائي.
لا تمتثل حكومة المجر امتثالاً تاماً للمعايير الدنيا للقضاء على الاتجار؛ ومع ذلك، فهي تبذل جهودًا كبيرة للقيام بذلك. أظهرت الحكومة تقدماً في إنفاذ القانون في عام 2009، بما في ذلك تعديل الفقرة 175 / ب من قانونها الجنائي لزيادة العقوبات على القضايا المتعلقة بالأطفال ضحايا الاتجار بالبشر دون سن 12 عامًا، وكذلك زيادة عدد المتجرين المدانين والحكم عليهم بالوقت في السجن، رغم أنها لم تحاكم أو تدين أي من مرتكبي جرائم الاتجار بالأشخاص. أظهرت الحكومة تقدماً متبايناً في تحسين مساعدة الضحايا خلال الفترة المشمولة بالتقرير؛ بينما خصصت تمويلًا لمأوى جديد للمنظمات غير الحكومية تم افتتاحه في مارس 2010 وضمان التمويل حتى يونيو 2011، لم يساعد الملجأ أي ضحايا خلال الفترة المشمولة بالتقرير. علاوة على ذلك، لا يُسمح بالمأوى إلا للضحايا الهنغاريين، حيث يتم استثناء مساعدة أي ضحايا أجانب محتملين. قد يكون نقص تمويل مساعدة الضحايا من قبل الحكومة في عام 2008 ومعظم عام 2009 قد أدى إلى انخفاض في عدد الضحايا الذين تلقوا المساعدة في عام 2009. وضع «مكتب وزارة الخارجية الأمريكية لمراقبة ومكافحة الاتجار بالأشخاص» المجر في «قائمة المراقبة من المستوى 2» في عام 2017.